# 近藤廉
近藤 廉（こんどう れん、1998年9月22日 - ）は、東京都板橋区出身のプロ野球選手（投手）。左投左打。中日ドラゴンズ所属。

## 経歴

### プロ入り前
板橋区立志村第六小学校2年時に蓮根ロータスで野球を始め、板橋区立志村第三中学校時代は志村ボーイズに所属。
中学卒業後は豊南高等学校へ進学したが、最高成績は3年時春の東京都大会2回戦だった。野球は高校卒業と同時に辞めるつもりであったが、3年時夏の東東京大会初戦で城西大学附属城西高等学校に敗北したことをきっかけに続行を決意し、誘いを受けていた札幌学院大学の練習に参加した結果、環境などが気に入ったため、同大学の経営学部経営学科へ進学した。
大学では1年時の春に札幌六大学野球の二部リーグでデビューし、通算3勝9敗の成績を残した。また、トレーニングに励んだ結果、高校時代と比べ体重は73kgから87kgへ、最速は135km/hから148km/hへと大幅にアップした。
2020年のプロ野球ドラフト会議において中日ドラゴンズから育成1位指名を受け、11月4日に支度金200万円、年俸300万円で仮契約を結んだ（金額は推定）。背番号は202。また、札幌学院大学からドラフト指名された初の選手となった。

### 中日時代
2021年は、春季キャンプより二軍の実戦で無失点投球を続けていることが評価され、シーズン開幕直後である3月30日に支配下選手登録された。背番号は70で、推定年俸は420万円。5月18日に一軍初昇格し、同月28日の対北海道日本ハムファイターズ戦で救援として一軍初登板を果たした。先頭打者を出しながらも、1イニングを無失点で抑えた。6月10日の対東北楽天ゴールデンイーグルス戦が2度目の登板となったが、ここでは1イニングで3四球を与えたり、暴投をしたりなど内容が悪く、13日に二軍降格となった。
2022年の春季キャンプは一軍でスタートし、オープン戦にも出場していたものの、開幕後は左肩痛の影響で一軍登板なくシーズンを終え、二軍でも僅か3試合の登板だった。
2023年、8月25日の対横浜DeNAベイスターズ戦の9回に2シーズンぶりの一軍登板を果たすが、NPBワースト2位タイとなる1イニングに62球を費やし、投球内容も被安打8、与四死球5、10失点（自責8）と惨憺たるものだった。この登板の翌日に二軍降格となった。その後、再昇格することなくシーズンを終え、二軍では29試合の登板で1勝2敗、防御率6.18の成績だった。10月31日、育成再契約を前提とした戦力外通告を受けた。11月16日に育成選手として再契約を交わし、背番号は214となった。本来は再契約の打診もなく退団となるはずだったが、監督の立浪和義が「ああいう経験（8月25日の登板）した人は強くなると思うから、あと1年残してやってくれ」と球団に働きかけたことから育成再契約での残留に至ったことがのちに球団YouTubeで明かされている。
2024年は7月8日までに二軍で27試合に登板して2勝1敗、防御率1.44の好成績を挙げていたものの、同日に松木平優太が枠の上限である70人目の支配下登録選手となったため、同シーズン中の支配下登録復帰は絶望的となった。最終的には二軍でチーム最多の46試合に登板し3勝1敗、防御率2.09の成績を残し、20万円増の推定年俸510万円で契約を更改した。
2025年は一軍キャンプでスタートし、オープン戦3試合に登板していずれも無失点、ウエスタン・リーグでも4月24日までに7試合に登板していずれも無失点と結果を残し、同日支配下選手登録に復帰を果たした。背番号は再び70となった。同月27日の対東京ヤクルトスワローズ戦で2年ぶりの一軍登板を果たし、1回無失点に抑えた。5月1日の対阪神タイガース戦で1点リードの6回表に2番手として登板し、1回を無失点に抑えプロ初ホールドを記録。自身初のお立ち台にも上がった。4日の対広島東洋カープ戦で2失点を喫すると、翌5日に登録を抹消された。

## 選手としての特徴
最速150km/hで、1分あたり2700回転するストレートを投げる。その直球はスライダー回転して微妙に変化する「真っスラ」であり、これを武器としている。その他の持ち球はカットボール、スライダー、カーブ、フォーク。
投球フォームは元々オーバースローだが、左肩痛の影響でサイドスローに変えていた。岡野祐一郎のアドバイスを受け、2025年現在はオーバースローに戻している。

## 人物
目標とする選手は平良海馬とリバン・モイネロ。
幼少期に初めて観戦したプロ野球の試合で、当時中日に所属していたタイロン・ウッズが特大本塁打を打ったのを見てから中日ファンになった。
広島東洋カープ投手の高橋昂也は親戚（はとこ）に当たる。

## 詳細情報

### 年度別投手成績
| 年 度     | 球 団     | 登 板 | 先 発 | 完 投 | 完 封 | 無 四 球 | 勝 利 | 敗 戦 | セ 丨 ブ | ホ 丨 ル ド | 勝 率 | 打 者 | 投 球 回 | 被 安 打 | 被 本 塁 打 | 与 四 球 | 敬 遠 | 与 死 球 | 奪 三 振 | 暴 投 | ボ 丨 ク | 失 点 | 自 責 点 | 防 御 率 | W H I P |
| --------- | --------- | ----- | ----- | ----- | ----- | -------- | ----- | ----- | -------- | ----------- | ----- | ----- | -------- | -------- | ----------- | -------- | ----- | -------- | -------- | ----- | -------- | ----- | -------- | -------- | ------- |
| 2021      | 中日      | 2     | 0     | 0     | 0     | 0        | 0     | 0     | 0        | 0           | .000  | 10    | 2.0      | 1        | 0           | 3        | 0     | 0        | 2        | 1     | 0        | 1     | 1        | 4.50     | 2.00    |
| 2023      | 中日      | 1     | 0     | 0     | 0     | 0        | 0     | 0     | 0        | 0           | .000  | 16    | 1.0      | 8        | 0           | 4        | 0     | 1        | 1        | 0     | 0        | 10    | 8        | 72.00    | 12.00   |
| 通算：2年 | 通算：2年 | 3     | 0     | 0     | 0     | 0        | 0     | 0     | 0        | 0           | .000  | 26    | 3.0      | 9        | 0           | 7        | 0     | 1        | 3        | 1     | 0        | 11    | 9        | 27.00    | 5.33    |

- 2024年度シーズン終了時

### 年度別守備成績
| 年 度 | 球 団 | 投手  | 投手  | 投手  | 投手  | 投手  | 投手     |
| 年 度 | 球 団 | 試 合 | 刺 殺 | 補 殺 | 失 策 | 併 殺 | 守 備 率 |
| ----- | ----- | ----- | ----- | ----- | ----- | ----- | -------- |
| 2021  | 中日  | 2     | 0     | 0     | 0     | 0     | ----     |
| 2023  | 中日  | 1     | 0     | 0     | 0     | 0     | ----     |
| 通算  | 通算  | 3     | 0     | 0     | 0     | 0     | ----     |

- 2024年度シーズン終了時

### 記録
初記録
投手記録
- 初登板：2021年5月28日、対北海道日本ハムファイターズ1回戦（札幌ドーム）、8回裏に4番手で救援登板・完了、1回無失点[10]
- 初奪三振：同上、8回裏にロニー・ロドリゲスから空振り三振[10]
- 初ホールド：2025年5月1日、対阪神タイガース5回戦（バンテリンドーム ナゴヤ）、6回表に2番手で救援登板、1回無失点[30]

### 背番号
- 202（2021年[6] - 同年3月29日）
- 70（2021年3月30日[8] - 2023年、2025年4月25日[25] - ）
- 214（2024年[20] - 2025年4月24日）